# Râul Vârtop, Baboia
Râul Vârtop este un curs de apă, afluent al râului Baboia.